# Xylodiplosis fici
Xylodiplosis fici är en tvåvingeart som beskrevs av Grover 1967. Xylodiplosis fici ingår i släktet Xylodiplosis och familjen gallmyggor. Inga underarter finns listade i Catalogue of Life.